# Generikus gyógyszer
A generikus gyógyszer vagy egyszerűen generikum olyan gyógyszer, amely ugyanazt a hatóanyagot vagy anyagokat tartalmazza, mint az eredetileg forgalomba hozott márkájú gyógyszer. Más cég gyártja, mint az eredeti molekulát kifejlesztő. A generikum csak akkor kerülhet forgalomba, ha az eredeti gyógyszer szabadalma lejárt. A generikus gyógyszernek ugyanolyan hatásúnak kell lennie, mint az eredeti.
A generikum általában sokkal olcsóbb, mint az eredeti márkanevű gyógyszer, mert a gyártónak nem kell fejlesztési költségekkel számolnia. Versenyjogi okokból az eredeti márka gyártója ilyenkor gyakran lecsökkenti termékének árát megközelítőleg a versengő generikum szintjére, vagy bevezeti a saját generikumát. Ha a generikus gyógyszer kereskedelmi szempontból vonzó, akkor különböző gyártóktól több generikum is megjelenik a piacon. A gyártótól függetlenül minden generikum többnyire a hatóanyag nevét kaphatja az aktuális gyártó nevével megtoldva, de újabban önálló generikumnevek is használatosak.

## Új gyógyszerek fejlesztése
Egy új gyógyszert fejlesztő gyógyszergyár szinte mindig szabadalmat kér termékére. Ez általában 20 vagy 25 évre biztosít jogi védelmet; ez idő alatt senki más nem gyárthatja a terméket – kivéve a szabadalom jogosultjának jóváhagyásával. A szabadalom egyik célja, hogy a vállalatnak megtérüljön az új gyógyszerek kutatásának és fejlesztésének igen magas (több százmillió eurós) költsége.

## Generikus gyógyszerek fejlesztése
Amikor a szabadalom lejár, ez az oltalom is lejár – más cégek is gyárthatják az anyagot és más néven forgalmazhatják azt.
Egy generikus gyógyszer gyártása sokkal egyszerűbb, mint egy új gyógyszer kifejlesztése, mert csak az adagolási formát kell kifejleszteni; elvégre a hatóanyagot az eredeti szabadalom jogosultja már kifejlesztette. Ráadásul egy generikus termék kifejlesztése kevésbé kockázatos a gyártó számára, mert nem kell évekig tartó tanulmányokba fektetni, amelyek kimenetele bizonytalan. Az alacsonyabb fejlesztési költségek és a gyártó alacsonyabb pénzügyi kockázata miatt a generikus gyógyszerek gyakran sokkal olcsóbbak, mint az eredeti márkás gyógyszer, csaknem ugyanolyan hatékonysággal.

### Dossziévédelem
Mielőtt egy új generikus gyógyszert be lehetne jegyezni az európai országokban, a dosszié védelmi időszakának is le kell járnia. A dossziévédelmet 1987-ben vezették be, és a 2001/83/EK európai irányelv értelmében 6 vagy 10 év volt. A dossziévédelmi időszak 6 év a következő országokban: Ausztria, Dánia, Finnország, Görögország, Írország, Portugália, Spanyolország, Norvégia és Izland. Ezt az időszakot a 12 „új tagállam”. Belgium, Németország, Franciaország, Olaszország, Luxemburg, Hollandia, Svédország és az Egyesült Királyság is elfogadta. Az irányelv 10 éves védelmi időszakot ír elő az úgynevezett központi eljárással regisztrált termékekre is.
A 2001-es felülvizsgálat megállapította, hogy ez a 6 vagy 10 éves időtartam az ún. 8+2+1 képletre változott. A 2001/83/EK irányelv 10. cikkének (1) bekezdése immár előírja, hogy generikus gyógyszer csak akkor jegyezhető be, ha a referenciaterméket legalább nyolc éve törzskönyvezték. E cikk első alpontja ezután kimondja, hogy a generikus terméket csak az innovatív gyógyszer nyilvántartásba vételét követő tíz év elteltével lehet forgalomba hozni, amely időtartam a harmadik alpontban legfeljebb egy évvel meghosszabbítható, ha az újítót bejegyezték. terméke új terápiás javallatára.
2008-ban Hollandiában 10 év után lejár a dossziévédelem.

### Bioekvivalens
Ahhoz, hogy az eredeti gyógyszer teljes értékű alternatívájának minősüljön, a generikus gyógyszernek „bioekvivalensnek” kell lennie az eredeti gyógyszerrel, azaz azonos hatáserősségben, ugyanolyan formában és azonos beadási módban kell ugyanazt a hatóanyagot tartalmaznia, valamint ha azonos dózist használunk, akkor a szervezetben azonos koncentráció alakul ki.
A generikus készítmény beadási formája és pontos összetétele eltérhet az eredetitől: a generikus gyógyszerek gyártója szabadon választhat más segédanyagokat, amennyiben azok nem befolyásolják a bioekvivalenciát. Hollandiában a generikus gyógyszernek az eredeti termékkel azonos adagolást kell alkalmaznia.
A generikus gyógyszereknek egyenértékűeknek kell lenniük az eredeti márkás gyógyszerekkel, de a gyakorlatban néha kissé eltérhetnek az eredeti terméktől. Az azonos hatóanyagot tartalmazó generikus gyógyszerek között is lehetnek eltérések. Különbség lehet a gyógyszer véráramba való felszívódásának sebességében, de a mellékhatások száma vagy súlyossága is nagyon eltérő lehet. A különbségek más segédanyagok használatával magyarázhatók. A tudományos irodalom a generikumok biológiai hozzáférhetőségében mutatkozó különbségekről is beszámol.
Hollandiában számos (19) anyag mentesül a bioekvivalencia vizsgálata alól. A regisztrációs hatóság feltételezi, hogy ha ezeket az anyagokat hagyományos gyógyszerformában dolgozzák fel (pl. tabletta vagy kapszula, amely egy menetben teljesen felszabadítja a hatóanyagot), akkor bioekvivalenciával kapcsolatos problémák nem várhatók.

## Belgiumban
A RIZIV-nek négy feltételt kell elfogadnia generikus gyógyszerként Belgiumban:
1. az eredeti erőforrás dossziéját már nem védi adatkizárólagosság
2. az eredeti jogorvoslat szabadalma lejárt
3. a generikus gyógyszernek biológiailag egyenértékűnek kell lennie az eredeti gyógyszerrel
4. a generikus gyógyszer ára legalább egy bizonyos százalékkal alacsonyabb, mint az eredetié (30% 2005. július 1-től).

A generikus gyógyszerek használatának elősegítése és az egészségbiztosítási kiadások csökkentése érdekében Belgiumban 2001. június 1-jétől bevezették az úgynevezett referencia-visszatérítési rendszert. Ebben az olyan eredeti gyógyszerek esetében, amelyekre generikus alternatíva áll rendelkezésre, a térítési alapot csökkentik 30%-kal (2005. július 1-jén; előtte 26% volt 2003. január 1. óta). Ez azt jelenti, hogy ha az orvos a drágább eredeti gyógyszert írja fel az olcsó generikus gyógyszer helyett, a betegnek kell megfizetnie az árkülönbözetet.

## Hollandiában
Hollandiában a Medicines Evaluation Board (MEB) egy gyógyszert akkor ismer el generikus gyógyszerként, ha megfelel három követelménynek:
1. az eredeti erőforrás dossziéját már nem védi adatkizárólagosság
2. az eredeti jogorvoslat szabadalma lejárt
3. a generikus gyógyszernek biológiailag egyenértékűnek kell lennie az eredeti gyógyszerrel.

Hollandiában a generikus gyógyszerek eladói szabadon határozhatják meg eladási áraikat. 2004-ben Hans Hoogervorst akkori miniszter megkötötte az úgynevezett Geneesmiddelencovenant a Zorgverzekeraars Nederland szervezetekkel, a KNMP-vel (Holland Királyi Gyógyszerésztudományi Társaság, a gyógyszerészek szakmai szervezete) és a Boginnal (Biosimilars és generikus gyógyszeripar Hollandiában). 2005. január 1-jén csatlakozott a holland innovatív gyógyszeripar szervezete, a NEFARMA is.
A gyógyszeregyezmény egy megállapodás volt a gyógyszerkiadások csökkentéséről Hollandiában. 2005-re 685 milliós megtakarításról állapodtak meg. Ezt a költségmegtakarítást többek között átlagosan 40%-os árcsökkentéssel kellett elérni. Nem minden gyógyszerszállítót köt ez a szerződés, mert nem minden gyártó tagja a Boginnak. A gyógyszeregyezmény 2007-ben járt le. 2008 januárjától új, átmeneti megállapodás született. Ebben 10% extra kedvezményben állapodtak a gyógyszerekre. Ez a megállapodás 2008-ban 340 millió, 2009-re pedig 456 milliós megtakarítást irányozott elő.
A preferenciapolitika kiterjesztésével kapcsolatban a Bogin 2008. május 14-én felmondta az átmeneti megállapodást. Ez egy nappal a bredai bíróság ítélete után történt, amelyben a Bogint tévedésben találták a Menzis és az UVIT egészségbiztosítókkal szemben. 

## Vita
Az azonnali felszabadulású termékeknél a generikus gyógyszer általában kiváló alternatívája a márkás gyógyszernek, de a technikailag bonyolult, szabályozott hatóanyag-leadású termékeknél (beleértve a pszichotróp gyógyszerek többségét is) nem nyilvánvaló, hogy a generikus gyógyszer ugyanolyan hatású, mint a márkás gyógyszer. Ezeknek a termékeknek a hatása ugyanis nagyon erősen koncentrációfüggő; a hatóanyag vérkoncentrációjának kismértékű változása is nagymértékben csökkentheti a gyógyszer hatását vagy súlyos mellékhatásokat okozhat.
Egy generikus gyógyszer akkor tekinthető biológiailag egyenértékűnek, ha a hatóanyag koncentrációja a vérben az eredeti gyógyszer 80%–125%-ának felel meg, ami azt jelenti, hogy egy generikus gyógyszer hatóanyag koncentrációja a vérben jelentősen eltérhet a megfelelő márkás gyógyszerétől vagy más, azonos hatóanyagú generikus gyógyszertől. Egyébként minden gyógyszer, így a márkás gyógyszer is változhat egy bizonyos tartományon belül, ha a különböző gyártási tételeket összehasonlítjuk egymással. Még a márkás gyógyszerrel sem lehet pontosan ugyanazt a koncentrációt mérni a vérben az esetek 100%-ában. Ennek az az oka, hogy egy gyógyszer felszívódása a szervezetben számos tényezőtől függ, beleértve azt is, hogy a szervezet hogyan kezeli a hatóanyagot.

## A generikus piac szereplői
A generikus gyógyszerekre (gyártásra és/vagy forgalmazásra) szakosodott vállalatok a következők:
- Eurogenerics
- Omega Pharma
- Sandoz (a Novartis része)
- Synthon

Manapság számos generikus gyógyszer kapható; csak egy példa: az Eli Lilly gyártó fluoxetin hatóanyagú antidepresszánsán kívül az elérhető termékek közé tartozik a Docfluoxetine a Docpharmától, a Fluoxetine Teva a Teva Genericstől, a Fluoxemed az EthiMedtől, a Fluoxetop a Topgentől, a Prosimed a 3DDD Pharmatól stb.

## Fordítás
- Ez a szócikk részben vagy egészben  a   Generiek geneesmiddel című holland Wikipédia-szócikk ezen változatának fordításán alapul.  Az eredeti cikk szerkesztőit annak laptörténete sorolja fel. Ez a jelzés csupán a megfogalmazás eredetét és a szerzői jogokat jelzi, nem szolgál a cikkben szereplő információk forrásmegjelöléseként.